# Karl Gustafsson
Karl Gustafsson   (Köping, 16 de setembre de 1888 - Köping, 20 de febrer de 1960) fou un futbolista suec, que jugava de davanter, que va competir durant el primer quart del segle xx.
Va prendre part en quatre edicions dels Jocs Olímpics, el 1908, 1912, 1920 i 1924, tot i que en la darrera participació, en què l'equip suec guanyà la medalla de bronze no va disputar cap partit.
Pel que fa a clubs, defensà els colors del IFK Köping (1903-1909), Köpings IS (1910-1912 i 1913-1914), Leicester City (1913) i Djurgårdens IF (1916-1924), amb qui guanyà la Svenska Mästerskapet de 1917 i 1920. Entre 1908 i 1924 jugà 32 partits amb la selecció nacional, en què marcà 22 gols.